# BAT-120
Die BAT-120 ist eine Splitterbombe zur Bekämpfung von gepanzerten Fahrzeugen und Material. BAT steht für Bombe Anti-Tank.

## Entwicklung
Mitte der 1970er Jahre arbeitete man bei Thomson-Brandt Armaments an der raketengetriebenen BAP-100-Bombe die von einem Fallschirm abgebremst wird. Basierend auf diesem Konzept entwickelte man die BAT-120. Nach verschiedenen Tests wurden die ersten BAT-120 im Jahr 1982 an die Französischen Luftstreitkräfte ausgeliefert. Bis zum Jahr 1985 wurden weit über 6.000 BAT-120 produziert.
Im Rahmen des Projektes ASPTT (Air Sol Petite Taille Tactique) wird seit 2018 die BAT-120LG entwickelt. Dies ist eine kleine Gleitbombe auf der Basis der BAT-120 und verwendet den Suchkopf der Aculeus LG. Die BAT-120LG wird zusammen von Thales und dem Direction générale de l’armement für die Französischen Luftstreitkräfte entwickelt.

## Technik
Die BAT-120-Bombe besteht aus einem dreigeteilten Stahlrohr. Hinter der ogiven Spitze befindet sich der piezoelektrische Zünder. Dahinter folgt die erste Gefechtsladung. Daran schließt sich das Mittelstück des Bombenrumpfs an. Darin ist die Aufhänge- und Montagevorrichtung der Bombe platziert. Dahinter folgt die zweite Gefechtsladung und ganz hinten im Bombenheck befindet sich das Gehäuse für den Fallschirm. Die beiden Gefechtsladungen bestehen aus vorfragmentierten Bombenhüllen und aus Sprengstoffkernen mit PBXN-109. Die beiden Gefechtsladungen wiegen zusammen 24 kg bei einem Sprengstoffanteil von 6 kg.
Um die kleinen Bomben an die Außenlaststationen der Flugzeuge zu montieren, werden Waffenträger verwendet. An dem 14-3-M2-Waffenträger können neun BAT-120 montiert werden und der größere 30-6-M2-Waffenträger kann 18 BAT-120 aufnehmen. Ein beladener 14-3-M2-Waffenträger wiegt 330 kg und ein beladener 30-6-M2-Waffenträger hat ein Gewicht von 735 kg. An den Waffenträgern befinden sich Schalter, mit denen das Abwurfintervall der Bomben eingestellt werden kann. Die Waffenträger können sowohl an die 356 mm (14 inch) wie auch an die 762 mm (30 inch) Bombenschlösser montiert werden.

## Funktion
Die Bomben werden in der Regel aus dem Tiefflug abgeworfen, wobei die minimale Abwurfhöhe 50 m beträgt. Die Abwurfgeschwindigkeit liegt zwischen 630 und 1111 km/h. Das Abwurfintervall wird in der Regel so eingestellt, dass die Bomben in einem regelmäßigen Abstand auf einer bestimmten Zielfläche einschlagen (Reihenwurf). Nach dem Abwurf ab dem Waffenträger öffnet sich nach 0,5 Sekunden der Fallschirm im Bombenheck. Jetzt ist die Bombe rund 3 m unter dem Flugzeug. Die Bombe wird nun abgebremst und senkt die Bombenspitze in Richtung Erdoberfläche. Beim Aufschlag auf der Erdoberfläche hat die Bombe eine Geschwindigkeit von rund 20 m/s und einen Winkel von rund 80° gegenüber der Horizontalen. Bei Bodenkontakt detoniert die Bombe sofort. Durch den steilen Aufschlagwinkel entwickeln die Splitter-Gefechtsladungen eine optimale Flächenwirkung. 18 BAT-120-Bomben bestreichen eine Fläche von 35.000 m² mit rund 45.000 Splittern.

## Varianten
- BAT-120ABL: ABL steht für Anti-light armoured vehicle. Bei der Detonation entstehen 800 Primär-Splitter zu je 12,5 g, die auf eine Distanz von 20 m Stahlplatten mit 7 mm Dicke durchschlagen.[4]
- BAT-120AMV: AMV steht für Anti-equipment an vehicle. Bei der Detonation entstehen 2600 Primär-Splitter zu je 4 g  die auf eine Distanz von 20 m Stahlplatten mit 4 mm Dicke durchschlagen.[4]
- BAT-120LG: LG steht für Laser Guided. Dies ist eine Gleitbombe mit GPS und halbaktiver Laserzielsuchlenkung.[2][3]

## Verbreitung
Die BAT-120 ist bei über sieben Nationen im Einsatz, darunter Frankreich, Deutschland, Griechenland und Portugal.

## Trägerflugzeuge
Folgende Flugzeuge sind als Träger der BAT-120 bekannt:
- AMX International AMX
- Atlas Cheetah
- Aermacchi MB-326
- Aermacchi MB-339
- Alenia Aermacchi M-345
- BAE Hawk
- Dassault „Mirage III“
- Dassault „Mirage 5“ und „Mirage 50“
- Dassault „Mirage F1“
- Dassault Mirage 2000
- Dassault Rafale
- Dassault „Super Étendard“
- Dassault/Dornier „Alpha Jet“
- Fiat G.91
- Northrop F-5E „Tiger II“
- Douglas A-4 „Skyhawk“
- SEPECAT „Jaguar“